# Central Harlem
Central Harlem est une partie du quartier de Harlem qui se situe dans Upper Manhattan, à New York. Il est délimité par la 110e rue au sud, la 155e rue au nord, la Cinquième Avenue à l'est, et Saint Nicholas Avenue à l'ouest. 
Central Harlem correspond donc à la partie de Harlem qui est située immédiatement au nord de Central Park, et le Marcus Garvey Park, l'un des principaux espaces verts de Harlem est situé en partie dans le quartier. Central Harlem abrite en outre la plupart des lieux célèbres de Harlem, comme l'Hotel Theresa, l'Apollo Theater, l'Abyssinian Baptist Church ou encore l'Astor Row. 
La 125e rue, qui s'appelle également Martin Luther King Jr. Boulevard, et représente la renaissance du quartier, initiée à la fin des années 1990, traverse le district d'est en ouest. Pour cette raison, Central Harlem constitue le quartier le plus touristique de Harlem.